# France Tomšič (pisatelj)
Frane Tomšič, slovenski pisatelj in publicist * 1924, Ilirska Bistrica, † 2017.

## Življenje in delo
Frane Tomšič je študiral ekonomijo. Napisal je roman Kolobar, kjer pripoveduje o življenju primorskih Slovencev pod italijansko okupacijo v času od 1. svetovne vojne do 2. svetovne vojne. Pisal je tudi dela z znanstvenofantastično tematiko.

### Proza
- Kolobar, zgodovinski roman (1988)
- Zrcalo, zbirka znanstveno fantastičnih oziroma psihofantastičnih zgodb (1992)
- Potop: tretje stoletje kibernetične ere, znanstveno fantastični roman (1994)